# Слипоны

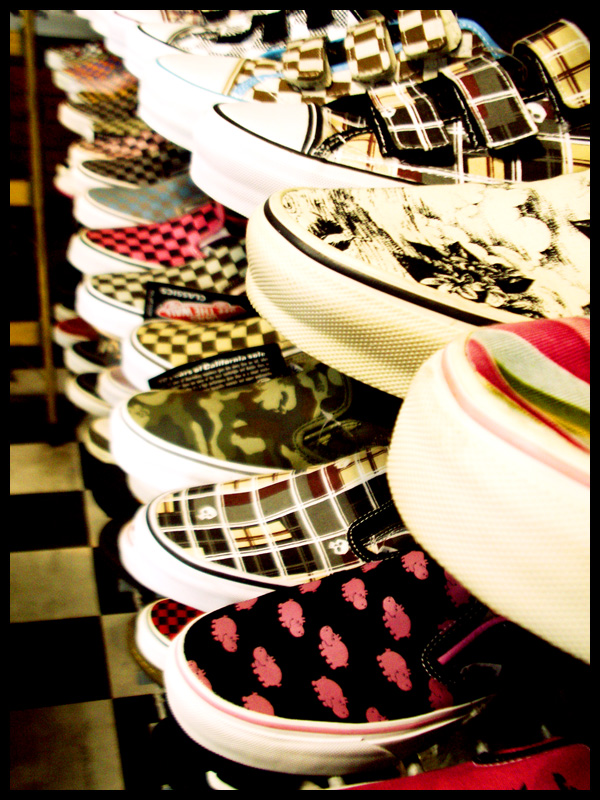
Слипоны

Слипоны (англ. Slip-on) — лёгкая обувь без шнуровки. Состоят из верхней части — парусины — и резиновой подошвы.
Создателем слипонов стал Пол Ван Дорен (Paul Van Doren), основатель компании Vans. Слипоны были созданы в 1977 году как лёгкая спортивная обувь для сёрфинга. В классических слипонах поверхность выполнена из ткани, что даёт коже дышать и упрощает процесс ухода за обувью.
Наибольшей популярностью слипоны стали пользоваться в 1982 году после выхода на экраны фильма «Весёлые времена в школе Риджмонт», в котором главный герой, сёрфер Спикколи (в исполнении актёра Шона Пенна), в качестве обуви использовал только слипоны.
В России в 1990-е годы на вещевых рынках продавалась обувь неизвестных производителей, по своему покрою похожая на слипоны, никак не ассоциировавшаяся с молодёжной модой, но популярная у населения как дешёвая и простая летняя обувь. В настоящее время слипоны широко используются молодёжью, а в 2007 году были очень популярны у представителей субкультур — «Эмо-культура».